# Polina Vedjochina
Polina Jurjevna Vedjochina (ryska: Полина Юрьевна Ведёхина), född 6 januari 1994 i Volgograd, är en rysk handbollsspelare (vänsternia).

## Klubblagskarriär
Polina Vedjochina spelade för GK Dynamo Volgograd i den högsta ryska ligan från 2011. Med GK Dynamo Volgograd vann hon det ryska mästerskapet 2012, 2013 och 2014 och var med i final four i EHF Champions League säsongen 2014-2015 och kom på fjärde plats. Sommaren 2017 flyttade hon till ligakonkurrenterna GK Lada. Efter två säsonger i Lada växlade hon klubb till klubben CSKA Moskva som återupptagit damhandboll i klubben. i EHF Champions League för damer blev hon åter fyra med CSKA 2021. CSKA vann också ryska mästerskapstiteln 2021.

## Landslagskarriär
Vedjochina vann med de ryska ungdomslandslagen fyra raka medaljer i ungdomsmästerskapen först guld i  U17-EM  2011,sedan silvermedaljen i U18-VM 2012, sedan åter guld i U19-EM 2013, och silvermedaljen i U20-VM 2014. 
Hon blev uttagen i bruttotroppen till EM 2012, men var sedan inte bland de 16 som fick spela EM. Tre år senare fick hon  mästerskapsdebutera under VM 2015. Hon är nu en del av den fastare truppen i det ryska landslaget. Vedjochina deltog med Ryssland under VM 2017 där Ryssland placerade sig på femte plats och sedan också i  EM 2020. Med  Rysslands företrädare ROC vann hon en silvermedalj vid damernas turnering i handboll vid olympiska sommarspelen 2020 i Tokyo. Vedjochina stod för totalt 28 mål under turneringens gång.